# Charles Henry Spencer-Churchill
Charles Henry Spencer-Churchill (27 mai 1828 - 3 avril 1877) est un officier de l'armée britannique qui combat pendant la Guerre de Crimée et la Révolte des cipayes. 

## Biographie
Il est le fils aîné de Charles Spencer-Churchill, un ancien combattant de la Guerre d'indépendance espagnole, et il fait ses études à Collège d'Eton. Le 10 octobre 1845, il achète une commission de sous-lieutenant dans la brigade des fusiliers. Il sert dans la brigade pendant la septième guerre des Xhosa. 
Après le déclenchement de la Guerre de Crimée, il achète une capitainerie le 4 août 1854. FitzRoy Somerset le félicite de sa bravoure pendant la guerre. Il devient major le 2 novembre 1855, et reçoit l'Ordre du Médjidié de 5e classe. 
Le 17 juin 1857, Spencer-Churchill passe dans le 60e régiment de fantassins et se rend en Inde, où il prend part à la répression de la Révolte des cipayes et assiste à la capture de Delhi.
En 1862, Spencer-Churchill épouse Rosalie Lowther, fille du révérend Gorges Paulin Lowther. Il sert avec son régiment au Canada et est breveté lieutenant-colonel au 60th Foot le 5 septembre 1865 mais passe à demi-solde provisoire le 11 décembre 1866. Pendant la guerre de Crimée, sa santé a été affectée de manière permanente par son exposition. 
Le 13 janvier 1869, il passe de la demi-solde au 68e régiment d'infanterie et se retire le même jour. Il meurt de tuberculose près de Menton le 3 avril 1877. 